# Wspólnota administracyjna Creußen
Wspólnota administracyjna Creußen – wspólnota administracyjna (niem. Verwaltungsgemeinschaft) w Niemczech, w kraju związkowym Bawaria, w rejencji Górna Frankonia, w regionie Oberfranken-Ost, w powiecie Bayreuth. Siedziba wspólnoty znajduje się w mieście Creußen.
Wspólnota administracyjna zrzesza gminę miejską (Stadt), gminę targową (Markt) oraz dwie gminy wiejskie (Gemeinde):
- Creußen, miasto, 4 670 mieszkańców, 70,88 km²
- Haag, 934 mieszkańców, 15,88 km²
- Prebitz, 1 053 mieszkańców, 21,32 km²
- Schnabelwaid, gmina targowa, 987 mieszkańców, 22,83 km²

1 czerwca 2023 do gminy targowej Schnabelwaid przyłączono 1,55 km² terenu, a do gminy Prebitz 0,32 km² pochodzące ze zlikwidowanego obszaru wolnego administracyjnie Heinersreuther Forst. Ponadto gmina Prebitz zwiększyła się o 0,01 km² - tereny przyłączone z gminy Kirchenthumbach w powiecie Neustadt an der Waldnaab.